# Frederick Leister
Pour les articles homonymes, voir Leister.
Frederick Leister, né le 1er décembre 1885 à Londres (Angleterre), ville où il est mort le 24 août 1970, est un acteur anglais.

## Biographie
Frederick Leister débute en 1906 au théâtre. À Londres notamment, il joue par exemple dans Nine Forty-Five d'Owen Davis et Sewell Collins (1925), Prenez garde à la peinture de René Fauchois (1933, avec Edith Evans et Cedric Hardwicke), The Winslow Boy (en) de Terence Rattigan (1946, avec Kathleen Harrison et Emlyn Williams), La Mouette d'Anton Tchekhov (1953, avec Michael Gwynn et Catherine Lacey), ou encore L'Heure zéro d'Agatha Christie et Gerald Verner (1956, avec George Baker).
En dehors de la capitale britannique, il se produit entre autres à Broadway (New York) durant les années 1930 dans quatre pièces, Evensong d'Edward Knoblock et Beverley Nichols (1933, avec Edith Evans et Walter Fitzgerald), Victoire sur la nuit (en) de George Emerson Brewer Jr. et Bertram Bloch (1934, avec Tallulah Bankhead), Libel (en) d'Edward Wooll (1935-1936, avec Colin Clive et Wilfrid Lawson), et enfin Housemaster (en) de Ian Hay (en) (renommée Bachelor Born, 1938-1939, avec Phoebe Foster et Philip Tonge).
Au cinéma, il contribue à soixante-cinq films (majoritairement britanniques, plus quelques films américains ou coproductions), depuis La Glorieuse Aventure de J. Stuart Blackton (son unique film muet, 1922, avec Diana Manners et Victor McLaglen) jusqu'à La Lame nue de Michael Anderson (1961, avec Gary Cooper et Deborah Kerr).
Entretemps, mentionnons Prima Donna de Victor Saville (adaptation de la pièce Evensong précitée, 1934, avec Evelyn Laye et Fritz Kortner), Au revoir Mr. Chips de Sam Wood (1939, avec Robert Donat et Greer Garson), L'Évadé de Dartmoor de Joseph L. Mankiewicz (1948, avec Rex Harrison et Peggy Cummins), Le Corsaire rouge de Robert Siodmak (1952, avec Burt Lancaster et Eva Bartok) et Vivre un grand amour d'Edward Dmytryk (1955, avec Deborah Kerr et Van Johnson).
À la télévision britannique, outre un téléfilm diffusé en 1958, il apparaît dans quinze séries entre 1954 et 1964, dont Les Aventures du colonel March (un épisode, 1955) et Ici Interpol (un épisode, 1959).
Frederick Leister meurt en 1970, à 84 ans.

## Théâtre

### Londres (sélection)
- 1924 : Lord o' Creation de Norman MacOwan : Frederick Mathison
- 1925 : Nine Forty-Five d'Owen Davis et Sewell Collins : Doane (rôle repris en 1927)
- 1926 : The Cat's Cradle d'Aimée et Philip Stuart : Michael Hastings
- 1930 : Our Ostriches de Marie Stopes : le frère Peter
- 1931 : L'Auberge du Cheval-Blanc (The White Horse Inn), opérette de Ralph Benatzky et Robert Stolz : François-Joseph Ier
- 1933 : Prenez garde à la peinture (The Late Christopher Bean (en)) de René Fauchois, adaptation d'Emlyn Williams : Davenport
- 1936-1937 : Housemaster (en) de Ian Hay (en) : Charles Donkin
- 1940 : Cousin Muriel de Clemence Dane : Sir Hubert Sylvester
- 1941 : The Nutmeg Tree de Margery Sharp : Sir William Warring
- 1944 : Canción de cuna (es) (Cradle Song) de Gregorio Martínez Sierra et María de la O Lejárraga, adaptation de John Garrett Underhill, mise en scène de John Gielgud : le docteur
- 1944 : No Medals (en) d'Esther McCracken (en) : le capitaine Geoffrey Radcliffe
- 1946 : The Winslow Boy (en) de Terence Rattigan : Arthur Winslow[1]
- 1951 : The Silver Box (en) de John Galsworthy : John Barthwick
- 1953 : Le Général du Diable (The Devil's General) de Carl Zuckmayer, adaptation de Robert Gore Browne et Christopher Hassall : Sigbert von Mohrungen
- 1953 : La Mouette (The Seagull) d'Anton Tchekhov, adaptation de J. P. Davis : Piotr Nikolaïevitch Sorine
- 1954 : La Belle Aventure (Accounting for Love) de Robert de Flers, Gaston Arman de Caillavet et Étienne Rey, adaptation d'Henry Hewes : le comte d'Éguzon[2]
- 1955-1956 : Morning's at Seven de Paul Osborn : Theodore Swanson
- 1956 : L'Heure zéro (Towards Zero) d'Agatha Christie et Gerald Verner : Matthew Treves

### Broadway (intégrale)
- 1933 : Evensong d'Edward Knoblock et Beverley Nichols : l'archiduc Théodore (+ adaptation au cinéma de 1934 Prima Donna, dans un rôle différent : voir filmographie ci-après)
- 1934 : Victoire sur la nuit (en) (Dark Victory) de George Emerson Brewer Jr. et Bertram Bloch, décors de Robert Edmond Jones : Dr Parsons[3]
- 1935-1936 : Libel (en) d'Edward Wooll, mise en scène d'Otto Preminger : Sir Arthur Tuttington
- 1938-1939 : Housemaster (en) (renommée Bachelor Born) de Ian Hay (en) : Charles Donkin (+ mise en scène)

## Filmographie partielle

### Cinéma
- 1922 : La Glorieuse Aventure (The Glorious Adventure) de J. Stuart Blackton : un chevalier / un courtier
- 1931 : Dreyfus (en) de F. W. Kraemer et Milton Rosmer (version anglaise de Dreyfus, 1930) : Demange
- 1934 : Prima Donna (Evensong) de Victor Saville : François-Joseph Ier
- 1934 : The Iron Duke de Victor Saville
- 1936 : Aimé des dieux (Whom the Gods Love) de Basil Dean : Joseph II
- 1937 : Dîner au Ritz (Dinner at the Ritz) d'Harold D. Schuster : Tarade
- 1937 : Au service de Sa Majesté (O.H.M.S.) de Raoul Walsh : le vice-consul britannique
- 1937 : The Show Goes On de Basil Dean
- 1937 : Les Mines du roi Salomon (King Solomon's Mines) de Robert Stevenson : un acheteur de diamants
- 1938 : Soixante années de gloire (en) (Sixty Glorious Years) d'Herbert Wilcox : Herbert Henry Asquith
- 1939 : Au revoir Mr. Chips (Goodbye, Mr. Chips) de Sam Wood : Marsham
- 1941 : Le Premier Ministre (The Prime Minister) de Thorold Dickinson : Lord Melbourne
- 1942 : The Next of Kin de Thorold Dickinson : le colonel
- 1942 : Le Jeune Monsieur Pitt (The Young Mr. Pitt) de Carol Reed : Lord Auckland
- 1943 : Femmes en mission (The Gentle Sex) de Leslie Howard et Maurice Elvey : le colonel Lawrence
- 1944 : The Hundred Pound Window de Brian Desmond Hurst : Ernest Draper
- 1946 : J'étais un prisonnier (The Captive Heart) de Basil Dearden : M. Mowbray
- 1947 : So Well Remembered d'Edward Dmytryk : John Channing
- 1948 : Quartet, film à sketches, segment Le Cerf-volant (The Kite) d'Arthur Crabtree : le gouverneur de la prison
- 1948 : L'Évadé de Dartmoor (Escape) de Joseph L. Mankiewicz : le juge
- 1949 : Landfall de Ken Annakin : l'amiral
- 1949 : Boys in Brown de Montgomery Tully : le juge
- 1952 : Le Corsaire rouge (The Crimson Pirate) de Robert Siodmak : Sebastian « El Libre »
- 1955 : Les Briseurs de barrages (The Dam Busters) de Michael Anderson : un membre de la Commission
- 1955 : Des pas dans le brouillard (Footsteps in the Fog) d'Arthur Lubin : Dr Simpson
- 1955 : Vivre un grand amour (The End of the Affair) d'Edward Dmytryk : Dr Collingwood
- 1956 : Le Tour du monde en quatre-vingts jours (Around the World in 80 Days) de Michael Anderson : un membre du Reform Club
- 1957 : Le Prisonnier du Temple (Dangerous Exile) de Brian Desmond Hurst : le capitaine Andrew Ogden
- 1960 : Un cadeau pour le patron (Surprise Package) de Stanley Donen : un conseiller du roi Pavel II
- 1961 : La Lame nue (The Nacked Edge) de Michael Anderson : le juge

### Télévision
- 1955 : Les Aventures du colonel March (Colonel March of Scotland Yard, série), saison unique, épisode 6 La Deuxième Joconde (The Second Mona Lisa) d'Arthur Crabtree : un policier
- 1958 : Doomsday for Dyson, téléfilm de Silvio Narizzano : le juge
- 1959 : Ici Interpol (Interpol Calling, série), saison unique, épisode 8 Private View de C.M. Pennington-Richards : Sir Isaac Spendler